# Youssef Absi
Youssef Absi SMSP (właśc. Joseph Absi, ur. 20 czerwca 1946 w Damaszku) – syryjski duchowny katolicki, melchicki patriarcha Antiochii.

## Życiorys
Wstąpił do zgromadzenia Misjonarzy Św. Pawła. Studiował w seminarium w Harissie, w Instytucie Św. Pawła w tymże mieście oraz na Uniwersytecie Św. Pawła w Kaslik, gdzie doktoryzował się z nauk o muzyce i hymnografii bizantyńskiej.
Święcenia kapłańskie otrzymał 6 maja 1973. Był m.in. profesorem filozofii w Instytucie św. Pawła, wykładowcą muzyki greckiej i muzykologii na Uniwersytecie Św. Pawła w Kaslik, redaktorem naczelnym magazynu „Al Maçarra”, a także (w latach 1996-2001) ekonomem swego zgromadzenia.
22 czerwca 2001 został mianowany przez synod Kościoła melchickiego biskupem kurialnym Antiochii. 14 lipca wybór potwierdził papież Jan Paweł II i przydzielił mu stolicę tytularną Tarsus. Sakry udzielił mu 2 września 2001 ówczesny patriarcha Antiochii, Grzegorz III Laham.
21 czerwca 2017 Synod Kościoła melchickiego wybrał go Patriarchą Antiochii. Dzień później wybór ten został zatwierdzony przez papieża Franciszka.
Jest z urzędu Protektorem Duchowym Ordo Militiae Christi Templi Hierosolymitani – zakonu rycerskiego, nawiązującego do tradycji średniowiecznych templariuszy.